# Chrysolina nagaja
Chrysolina nagaja là một loài bọ cánh cứng trong họ Chrysomelidae. Loài này được Daccordi miêu tả khoa học năm 1982.